# Pedro Sánchez
Pedro Sánchez Pérez-Castejón (pron. castigliana: [ˈpeðɾo ˈsantʃeθ ˈpeɾeθ kasteˈxon] · ; Madrid, 29 febbraio 1972) è un politico ed economista spagnolo, presidente del Governo di Spagna a partire dal 2 giugno 2018.
È inoltre segretario del Partito Socialista Operaio Spagnolo dal 18 giugno 2017, carica che ha precedentemente detenuto anche dal 2014 al 2016.
È stato consigliere comunale di Madrid dal 2004 al 2009. Nel 2009 è diventato membro del Congresso dei Deputati. Nel 2014 è diventato Segretario generale del PSOE, ed era il candidato del partito come primo ministro nelle elezioni generali del 2015 e del 2016. Durante il suo primo mandato come Segretario generale, fu fortemente contrario alla rielezione di Mariano Rajoy come Primo ministro. Rajoy aveva bisogno dell'astensione del PSOE al Congresso dei Deputati per assicurarsi una maggioranza parlamentare. Le tensioni si sono sviluppate all'interno del partito che ha permesso a Rajoy di formare un governo; a causa dell'opposizione di Sánchez, il 1º ottobre 2016 si è dimesso dal ruolo di Segretario generale. Sánchez ha rassegnato le dimissioni e un comitato di assistenza ha assunto la direzione del partito. Alla fine vinse le primarie del PSOE, sconfiggendo Susana Díaz e Patxi López, e fu reintegrato segretario generale nel giugno 2017. Sotto il suo mandato, il Governo della Spagna sostenne la gestione del referendum sull'indipendenza catalana e la successiva crisi costituzionale.
Il 31 maggio 2018 il PSOE presentò una mozione di sfiducia al governo di Rajoy, approvando con successo la mozione dopo aver ottenuto il sostegno di Unidas Podemos, nonché di vari partiti regionalisti e nazionalisti. Sánchez prestò successivamente giuramento come Presidente del Governo dal re Filippo VI il giorno successivo. Ha continuato a guidare il PSOE guadagnando 38 seggi nelle elezioni generali dell'aprile 2019, la prima vittoria nazionale del PSOE dal 2008, anche se non raggiunsero la maggioranza. Dopo il fallimento dei colloqui per formare un governo, Sánchez ottenne nuovamente il maggior numero di voti alle elezioni generali del novembre 2019 e nel gennaio 2020 ha formato un governo di coalizione con Unidas Podemos.
Ha presentato le proprie dimissioni il 29 maggio 2023 dopo la sconfitta del proprio partito alle elezioni regionali e comunali, spingendolo a indire nuove elezioni per il successivo 23 luglio e rimanendo comunque in carica fino alla nomina del nuovo governo da lui presieduto.

## Biografia
Professore di Struttura Economica e Storia del Pensiero Economico presso la facoltà di Giurisprudenza e Commercio dell'Università Camilo José Cela di Madrid. Ha frequentato il liceo presso l'Istituto Ramiro Maeztu di Madrid. Laureato in Economia e Commercio presso l'Università Complutense di Madrid, ha un Master in politica economica dell'UE - conseguito all'Università Libera di Bruxelles - e un altro Master in Leadership della pubblica amministrazione presso la IESE Business School.

### Carriera politica
Pedro Sánchez fa parte del PSOE dal 1993. A 26 anni ha lavorato come consulente al Parlamento europeo con il socialista Dührkop e poi come capo di gabinetto dell'Alto rappresentante delle Nazioni Unite in Bosnia, Carlos Westendorp, durante la guerra del Kosovo. Nel 2003 si è candidato alle elezioni municipali nella lista PSOE di Madrid guidato da Trinidad Jiménez, non viene eletto ma un anno più tardi diviene consigliere, a seguito delle dimissioni di due compagni. Rieletto nel 2007, dal 2004 al 2009 è stato assessore comunale a Madrid.
Alle elezioni generali del 2008 si è candidato alla carica di deputato nazionale socialista per la circoscrizione di Madrid, ma non viene eletto. Dopo le dimissioni di Pedro Solbes, ha preso il suo posto nel Congresso dei Deputati, così ha lasciato il suo incarico di consigliere a Madrid. Alle elezioni generali del 2011 viene candidato in undicesima posizione nella lista del PSOE circoscrizione di Madrid, ma è fuori dal Congresso perché il suo partito ottenne solo dieci deputati in quella zona. Tuttavia, nel gennaio 2013 ritorna al Congresso dei Deputati dopo le dimissioni di Cristina Narbona.

#### L'elezione a segretario generale del PSOE
Pur non avendo mai fatto parte del Comitato Esecutivo o federale PSOE, durante i primi mesi del 2014, Pedro Sánchez era uno dei candidati per le primarie del novembre 2014, indette per eleggere il segretario generale, quindi inizia la sua campagna elettorale in tutta la Spagna.
Il processo elettorale però si accelera dopo lo scarso rendimento del PSOE alle elezioni europee del 2014. Difatti Pochi giorni dopo, il segretario generale del partito, Alfredo Pérez Rubalcaba, annuncia le sue dimissioni. Il 12 giugno, Pedro Sanchez ha annunciato la sua candidatura alle prime elezioni primarie della storia del partito. Alle elezioni tenute il 13 luglio, ha vinto con il 49% dei voti rispetto al 36% e il 15% di Medina e Perez Tapias. È diventato ufficialmente il successore di Alfredo Pérez Rubalcaba una volta che il Congresso straordinario del PSOE il 26 e 27 luglio 2014 ha confermato i risultati.

### Incarico di governo
Il 2 febbraio 2016 re Filippo VI incarica Sánchez di formare un nuovo governo. Nel tentativo di formare una maggioranza, Sánchez si accorda con Ciudadanos.
Il 2 marzo 2016 il Congresso dei Deputati nega (con 130 sì, 219 no e 1 astenuto) la fiducia al governo Sánchez. Due giorni dopo il Congresso conferma (con 131 sì e 219 no) il voto contrario al governo.

### Le dimissioni
Il 1º ottobre 2016 rassegna le proprie dimissioni da segretario del partito dopo i risultati deludenti alle elezioni regionali, spinto dalla sedizione interna dell'apparato del PSOE, favorevole all'astensione in Parlamento che ha permesso l'investitura di Rajoy come Premier di un Governo di minoranza, che chiude la lunga crisi istituzionale. Il 29 ottobre si dimette anche da deputato.

### Il ritorno alla guida del PSOE
Alle primarie del 21 maggio 2017, Sanchez, pur avendo contro tutto l'establishment del partito favorevole a un maggiore dialogo col governo di centro-destra, vince col 49% di preferenze contro la favorita presidente del PSOE-A Susana Díaz, al 40%. Sanchez viene confermato formalmente segretario nel Congresso del PSOE del 17 e 18 giugno.

### Presidente del Governo

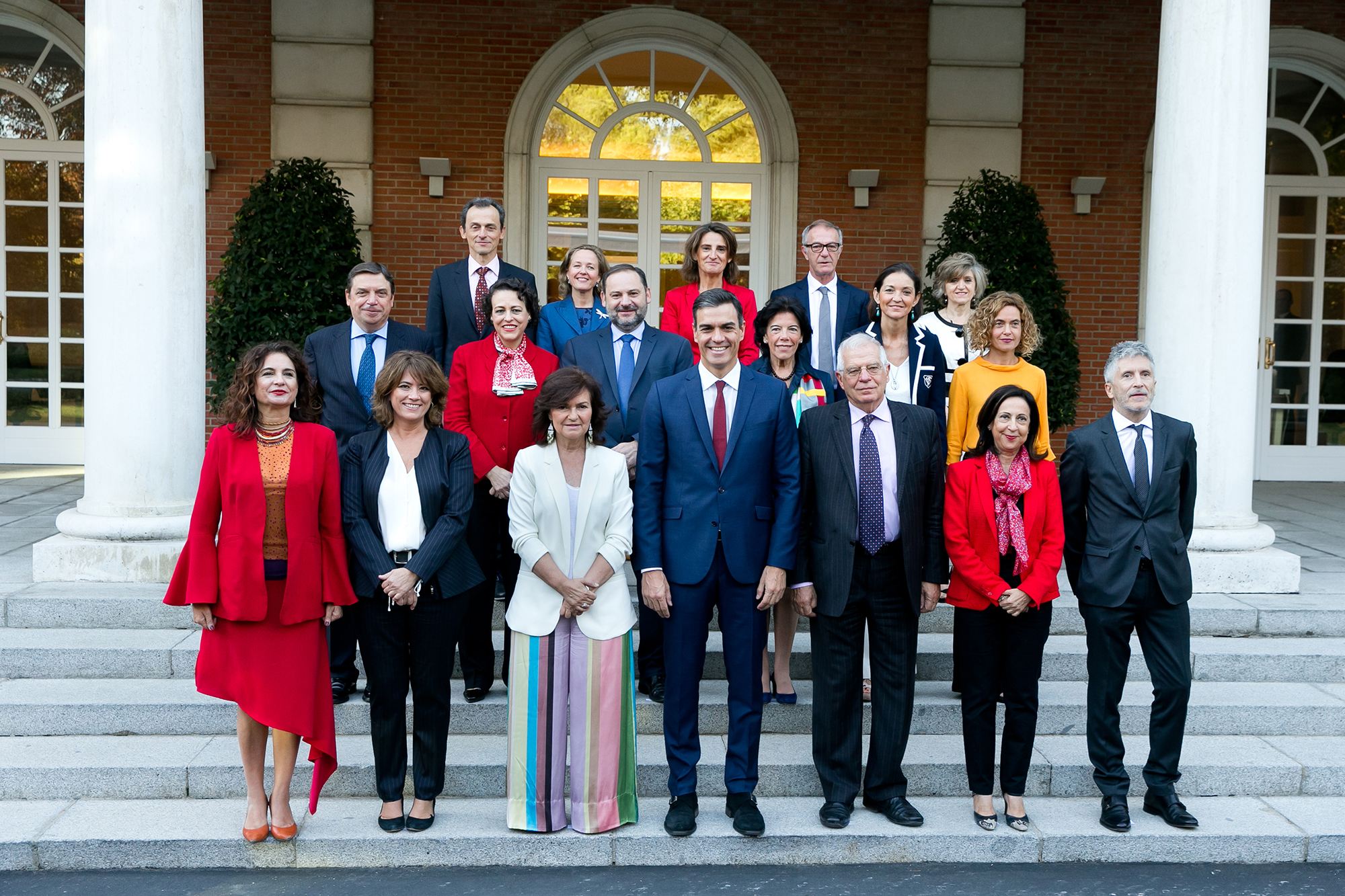
Governo Sánchez I

Presenta nel maggio 2018 una mozione di sfiducia nei confronti del capo del governo Mariano Rajoy, dopo la sentenza del cosiddetto caso Gürtel, uno scandalo di corruzione e fondi neri che ha coinvolto alcuni esponenti di primo piano del Partito popolare. Al suo partito si sono aggiunti Podemos e Sinistra Unita, la Sinistra Repubblicana di Catalogna (ERC), il Partito Democratico Europeo Catalano (PDeCAT), e altri partiti regionali minori.
Il 1º giugno la mozione di sfiducia viene approvata dal Congresso dei Deputati con 180 voti a favore, 169 contrari e un astenuto, e automaticamente Sanchez viene designato nuovo capo del governo. Il 2 giugno giura come capo del Governo innanzi a Re Felipe VI, ed è il primo a farlo senza alcun simbolo religioso (essendo egli dichiaratamente ateo, anche se l'uso di essi non è obbligatorio). Il 7 giugno giurano i ministri del Governo Sánchez I.
Nel febbraio 2019, i due partiti indipendentisti catalani Sinistra Repubblicana di Catalogna (ERC) e Partito Democratico Europeo Catalano (PDeCAT), che avevano sostenuto la mozione di sfiducia, avviano una crisi all'interno della maggioranza e non votano la legge di bilancio (Presupuestos), come segno di ritorsione contro il Governo Sánchez I, che aveva deciso di non avviare negoziati per la convocazione di un referendum sull'indipendenza della Catalogna.
Il Governo quindi convoca nuove elezioni generali, le terze in meno di 4 anni, per il 28 aprile 2019, un mese prima del "superdomingo" elettorale di europee e locali del 26 maggio 2019.
Le elezioni vedono il successo del PSOE, che ottiene il 28% dei voti e 123 deputati e 123 senatori, diventando il primo partito spagnolo e assicurandosi la maggioranza assoluta nel Senato di Spagna e diventando il primo gruppo parlamentare del Congresso dei Deputati. In seguito alle elezioni re Felipe VI incarica Sanchez della formazione di un nuovo governo.
Sánchez accetta il compito di formare un governo. Dopo diverse settimane di trattative con Podemos, si giunse ad un accordo secondo il quale Sánchez avrebbe nominato diversi membri di Podemos nel nuovo governo, ma non il leader del partito Pablo Iglesias Turrión. Ma nella sessione di votazione finale, Podemos ha respinto l'accordo e ha costretto Sánchez a rinunciare all'incarico, con l'indizione di nuove elezioni a novembre.

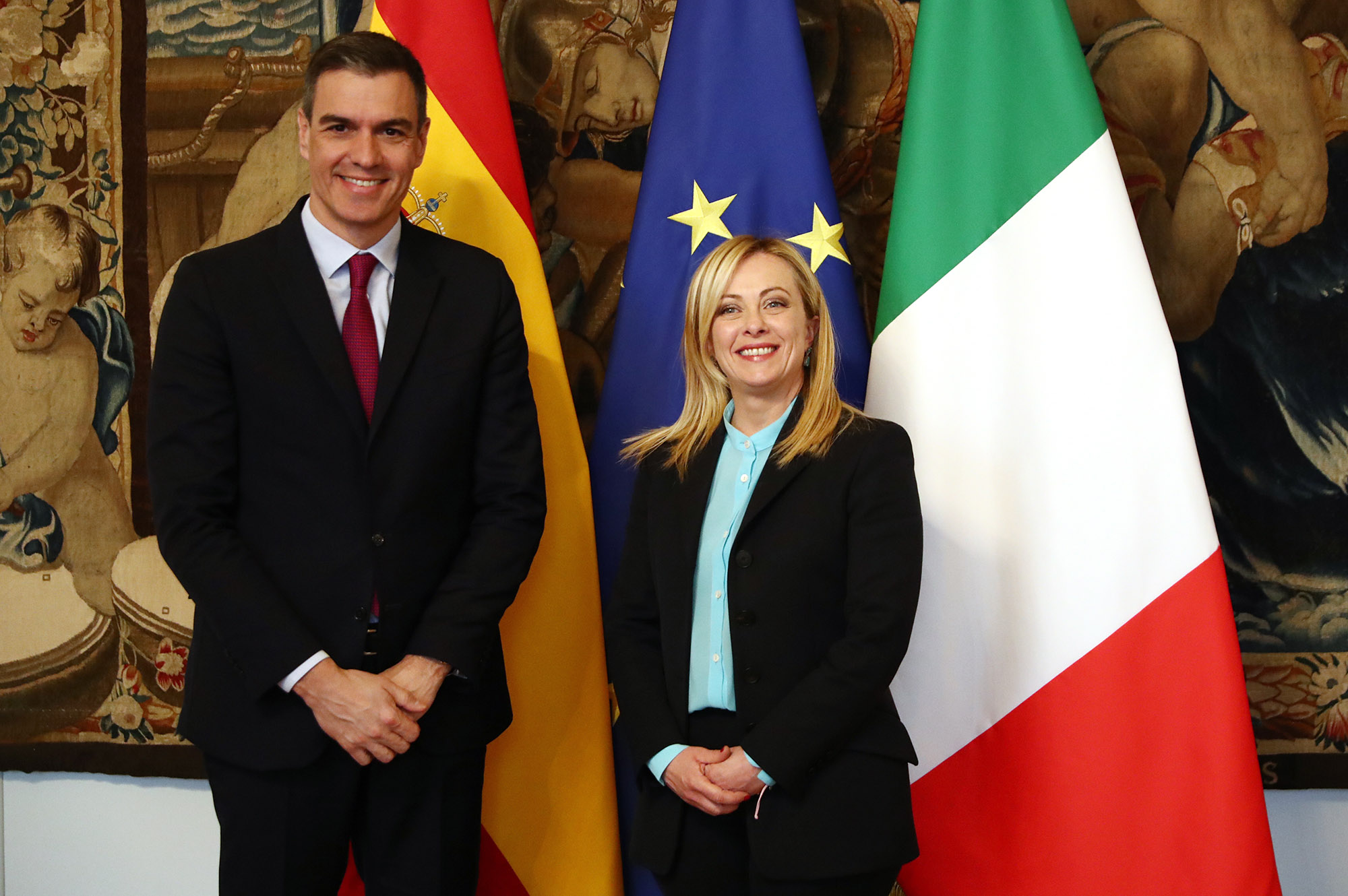
Sánchez insieme a Giorgia Meloni a Roma

A seguito dei risultati delle elezioni generali in Spagna del novembre 2019, il 12 novembre 2019 Pedro Sánchez e Iglesias hanno annunciato un accordo preliminare tra PSOE e Unidas Podemos per governare insieme, creando il primo governo di coalizione della democrazia spagnola. Il 7 gennaio 2020, Pedro Sánchez ha ottenuto un secondo mandato come Primo Ministro dopo aver ricevuto la fiducia al secondo turno della sua investitura del Congresso. Giura nuovamente come Primo Ministro l'8 gennaio. Poco dopo, Sánchez forma un nuovo gabinetto con 22 ministri e 4 vicepresidenti, che hanno assunto l'incarico il 13 gennaio.
A causa della sconfitta del suo partito alle elezioni amministrative spagnole nel 2023, dove invece vince il Partito Popolare, Sanchez si dimette come premier e convoca le elezioni anticipate per il 23 luglio da cui, dopo mesi di intense negoziazioni, emerge ancora una volta premier.

## Vita privata

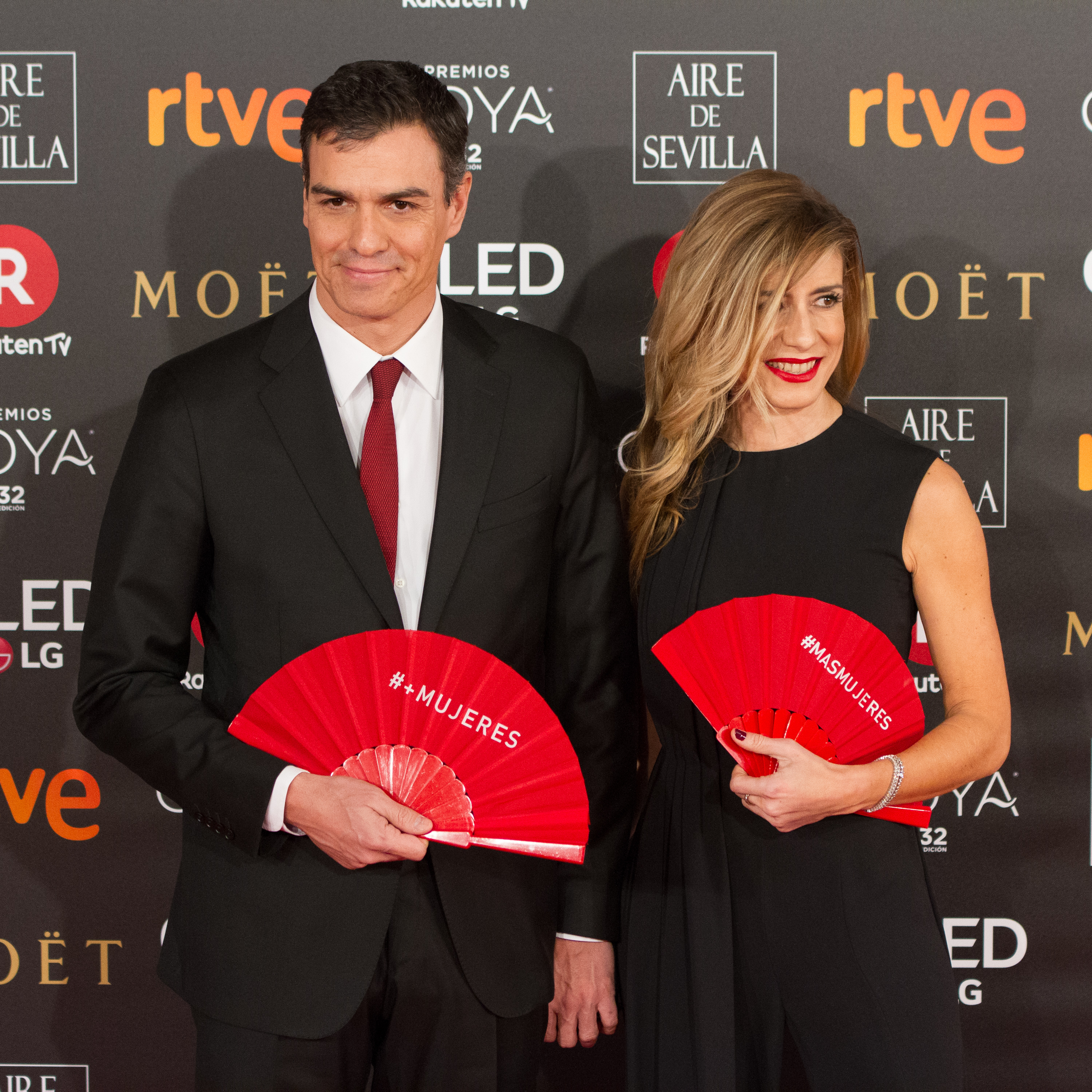
Pedro Sánchez e Begoña Gómez ai Premi Goya 2018

Si è sposato nel 2006 con María Begoña Gómez Fernández, impiegata in una ONG. Hanno due figlie, Ainhoa e Carlota. Sánchez parla inglese e francese. È ateo.

## Incarichi ricoperti
- Consigliere generale designato dall'Assemblea generale di Caja Madrid (2004-2009).
- Consigliere comunale di Madrid (2004-2009).
- Consigliere dell'azienda municipale di promozione di Madrid (2007-2008).
- Consigliere dell'azienda municipale dell'abitazione e del suolo di Madrid (2008-2009).
- Deputato per la circoscrizione di Madrid nel Congresso dei deputati (2009-2011).
- Deputato per la circoscrizione di Madrid nel Congresso dei deputati (2013-2016).
- Segretario generale del PSOE (2014-2016; dal 2017).
- Presidente del gruppo parlamentare del PSOE nel Congresso dei deputati (2014-2016).
- Presidente del Governo della Spagna (dal 2018).
- Presidente dell'Internazionale Socialista (dal 2022).

## Opere
- La nueva diplomacia económica española (insieme a Orbis Ocaña), Madrid, Delta, 2013
- Manual de Resistencia, Madrid, Península, 2019